# Rävticka
Rävticka (Inonotus rheades) är en svampart som först beskrevs av Christiaan Hendrik Persoon, och fick sitt nu gällande namn av Bondartsev & Singer 1941. Rävticka ingår i släktet Inonotus och familjen Hymenochaetaceae.  Arten är reproducerande i Sverige. Inga underarter finns listade i Catalogue of Life.